# پیر فرانکاستل
پیر فرانکاستل (به فرانسوی: Pierre Francastel) (زاده ۸ ژوئن ۱۹۰۰ و درگذشته ۲ ژانویه ۱۹۷۰)، پژوهش‌گر و نویسنده فرانسوی بود. وی در خصوص تاریخ هنر و جامعه‌شناسی هنر فعالیت داشت. وی در سال ۱۹۴۸ در دانشسرای تحقیقات عالی پاریس، کرسی جامعه‌شناسی هنر را تأسیس کرد.

## آثار
- نقاشی و جامعه (۱۹۵۱)
- هنر و فن (۱۹۵۶)
- پیکر و مکان (۱۹۶۷)